# Epameinondas Deligiorgis
Epameinondas Deligiorgis (IPA: [epamiˌnonðas ðeliʝeˈorʝis]) (in greco: Επαμεινώνδας Δεληγεώργης; 1829 – 1879) è stato un politico greco, cinque volte primo ministro.
Fu membro della Massoneria.